# Kupferberg
Kupferberg är en stad  i Landkreis Kulmbach i Regierungsbezirk Oberfranken i förbundslandet Bayern i Tyskland.
Staden ingår i kommunalförbundet Untersteinach tillsammans med köpingen Ludwigschorgast kommunerna Guttenberg och Untersteinach.